# Comtat de Grez
El comtat de Grez fou una jurisdicció feudal del Sacre Imperi Romanogermànic, originada al segle XI en el territori que abans fou el país d'Hesbaye. Al final del segle XI els senyors locals van agafar el títol de comtes; al començament del segle XII, sense que se sàpiga com, fou incorporat al ducat de Brabant.
El primer esmentat fou Enric que actuava de testimoni en una carta del 1091 per la qual el bisbe de Lieja, Enric de Verdun, aprovava la fundació de Flôn. El seu germà Garnier és esmentat com a testimoni a la mateixa carta; Guillem de Tir l'esmenta com Garí comte de Grez i diu que estava entre els que van marxar amb Robert II de Flandes a la primera Croada i diu que era parent de Jofré de Bouillon però la relació entre les dues famílies no és coneguda amb precisió. Absent el patriarca Daibert, Garnier va assegurar la successió de Balduí, ocupant la fortalesa de Jerusalem; Garnier va morir el 22 de juliol de 1100 i el conflicte va subsistir fins a la tardor quan el bisbe Robert de Lydda va trobar a Balduí a Edessa. Fou enterrat a la vall de Josafat 8 dies després de la mort de Jofré. Va deixar un fill de nom Enric.